# Mistrzostwa Świata w Gimnastyce Sportowej 1909
4. Mistrzostwa świata w gimnastyce sportowej, które odbyły się w Luksemburgu w 1909 roku.

## Tabela medalowa
| Poz. | Państwo      | Złota | Srebra | Brązy | Łącznie |
| ---- | ------------ | ----- | ------ | ----- | ------- |
| 1    | Francja      | 5     | 2      | 1     | 8       |
| 2    | Włochy       | 1     | 0      | 3     | 4       |
| 3    | Czechy       | 0     | 6      | 1     | 7       |
| 4    | Austro-Węgry | 0     | 1      | 0     | 1       |

## Wielobój indywidualnie
| Miejsce | Zawodnik        | Punkty  |
| ------- | --------------- | ------- |
| 1       | Marco Torrès    | 163,250 |
| 2       | Josef Čada      | 159,500 |
| 3       | Armand Coidelle | 158,750 |

## Zawody drużynowe
| Miejsce | Zawodnik | Punkty  |
| ------- | --- | ------- |
| 1       | Francja · Joseph Castiglioni, Auguste Castille, Armand Coidelle, Joseph Martinez, Louis Ségura, Marco Torrès | 950,500 |
| 2       | Czechy · Josef Čada, František Erben, František Machovský, František Mraček, Karel Starý, Ferdinand Steiner  | 940,500 |
| 3       | Włochy · Pietro Borghi, Alberto Braglia, Otello Capitani, Angelo Mazzoncini, Guido Romano, Giorgio Zampori   | 924,250 |

## Ćwiczenia na kółkach
| Miejsce | Zawodnik          | Punkty |
| ------- | ----------------- | ------ |
| 1       | Marco Torrès      | 23,750 |
| 1       | Guido Romano      | 23,750 |
| 3       | Giorgio Zampori   | 23,250 |
| 3       | Angelo Mazzoncini | 23,250 |
| 3       | František Erben   | 23,250 |

## Ćwiczenia na poręczach
| Miejsce | Zawodnik         | Punkty |
| ------- | ---------------- | ------ |
| 1       | Joseph Martinez  | 24,000 |
| 2       | Marco Torrès     | 23,570 |
| 2       | Auguste Castille | 23,570 |
| 2       | Josef Čada       | 23,570 |

## Ćwiczenia na drążku
| Miejsce | Zawodnik        | Punkty |
| ------- | --------------- | ------ |
| 1       | Joseph Martinez | 24,000 |
| 2       | František Erben | 23,750 |
| 2       | K.Fuchs         | 23,750 |
| 2       | Josef Čada      | 23,750 |